# Charles Austin Beard
Pour les articles homonymes, voir Charles Beard et Beard.
Charles Austin Beard (27 novembre 1874 – 1er septembre 1948) est considéré comme l'un des principaux historiens américains du début du XXe siècle avec Frederick Jackson Turner. Il publie de nombreuses monographies et ouvrages sur l'histoire et les sciences politiques. Il propose une nouvelle interprétation de l'œuvre des Pères fondateurs des États-Unis en avançant que ces derniers étaient davantage motivés par leurs intérêts économiques que par les principes philosophiques.
Il est marié avec l'historienne féministe Mary Ritter Beard, avec qui il collabore pour plusieurs ouvrages.